# Wolfmother

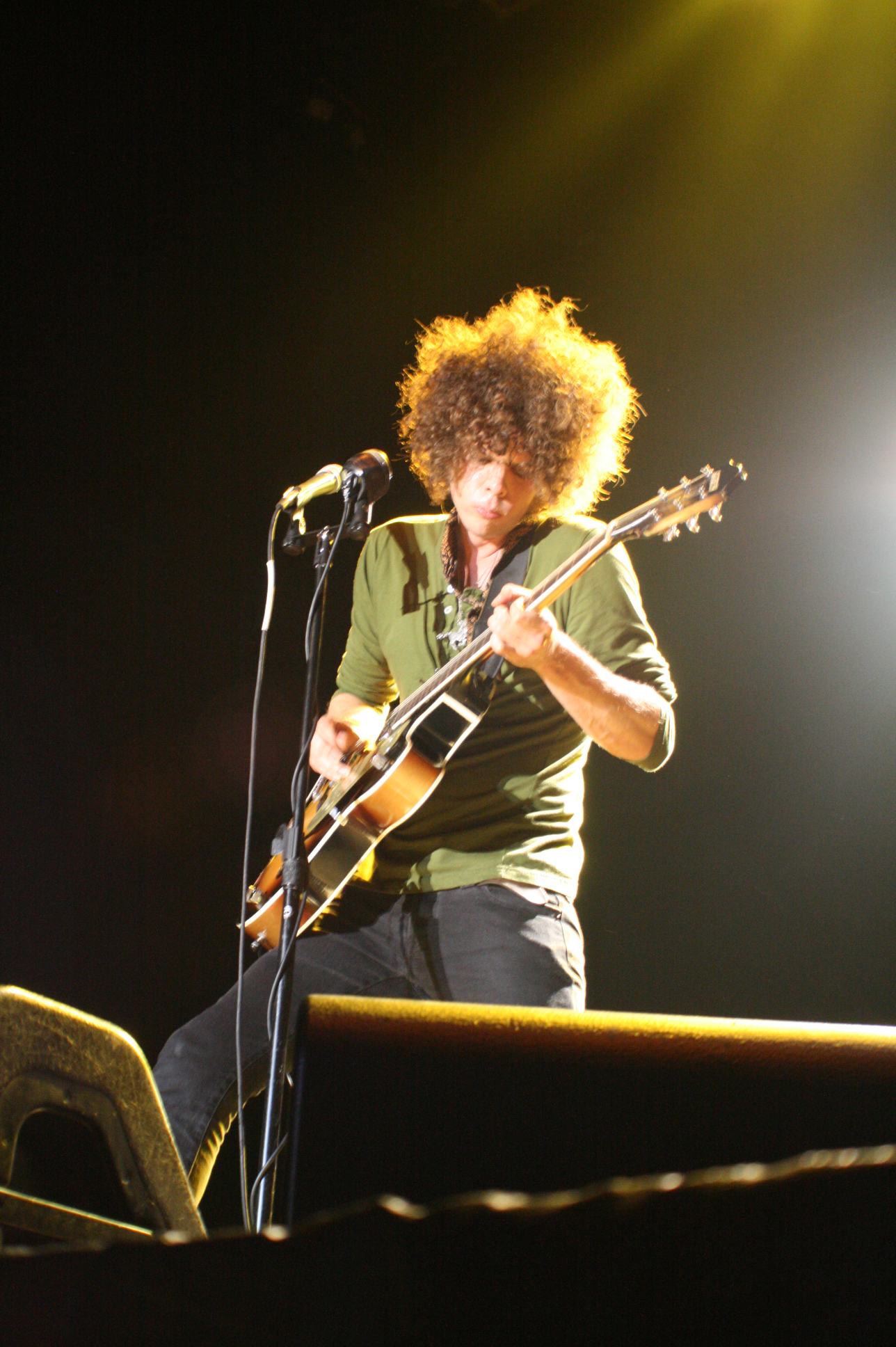
Andrew Stockdale

Wolfmother é uma banda australiana de hard rock formada em Erskineville, subúrbio de Sydney, em 2000. Sua atual formação é Andrew Stockdale (Vocal e guitarra solo), Ian Peres (teclado e vocal de apoio), Dave Atkins (guitarra base), Hamish Rosser (bateria) e Jake Bennet (baixo). Segundo Andrew Stockdale, a banda foi fruto de vários anos de "jams" no anonimato. A banda só viria a público por volta de 2003, lançando pouco depois o seu EP homônimo Wolfmother EP. Sua música é descrita como um hard rock clássico, inspirado em grandes bandas da década de 1970 como Black Sabbath, Led Zeppelin e Deep Purple, incorporando elementos do rock psicodélico e até de folk.
Vencedora de um Grammy em 2007 com a canção "Woman" na categoria Melhor Desempenho de Hard Rock, concorria com bandas como System of a Down, Tool e Nine Inch Nails.

## História
Em 2004, Wolfmother começou a aparecer em diversos eventos musicais, como o Homebake e o Big Day Out. Lançaram seu EP de estreia e autointitulado pela Modular Recordings em setembro do mesmo ano, alcançando a 35ª posição o que foi considerado um relativo sucesso para uma banda tão nova.
Em 2005 a banda mudou-se para Los Angeles (Estados Unidos), trabalhando com o produtor musical Dave Sardy (que já havia trabalhado anteriormente com bandas como The Dandy Warhols produzindo o álbum Thirteen Tales From Urban Bohemia, com os Jet e o seu Get Born e até o álbum Don't Believe the Truth dos Oasis) para gravar o seu  aclamado álbum de estreia, lançado em outubro do mesmo ano. O primeiro single lançado foi o duplo lado A Mind's Eye/Woman.
O terceiro single, "Woman", foi o mais bem-sucedido do álbum, virando um hit internacional, atingindo a posição 10 no Top Alternative Songs da Billboard dos singles de rock mais comprados e mais tocados nas rádios, a posição 7 no top Mainstream Rock Tracks, a posição 31 nos singles mais vendidos na Inglaterra e a posição 34 nos singles mais vendidos da Austrália. A música ainda entrou no jogo eletrônico de 2006 Guitar Hero 2, na trilha sonora de vários filmes, e no jogo eletrônico Tony Hawk's Project 8.

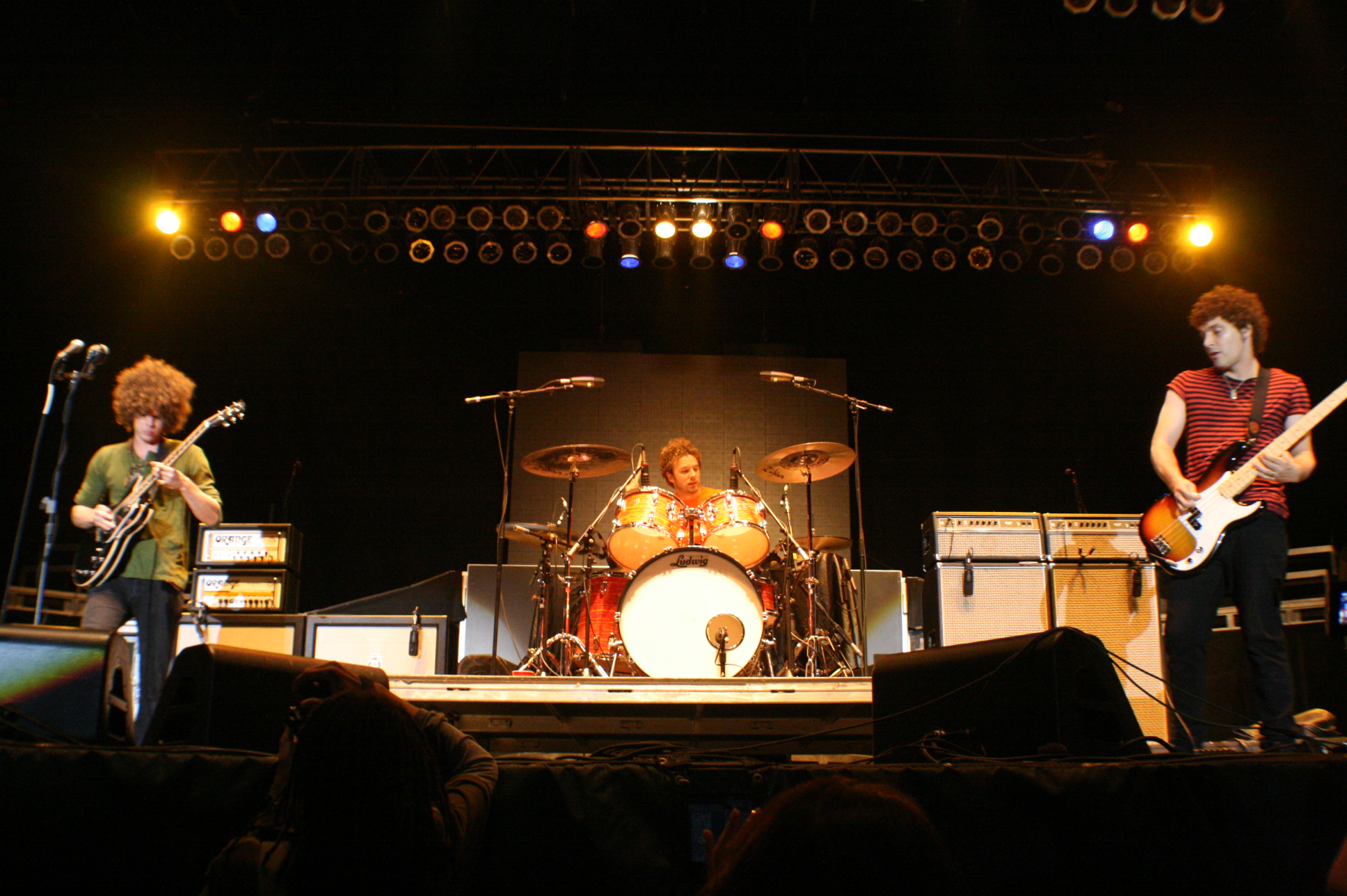
Wolfmother em 2007

"Woman" também passou no trailer do filme Se Beber, não Case 2 e foi indicado de single do ano, Best Breakthrough Artist – Single no Aria Charts e ganhou na categoria Most Played Australian Work Overseas em 2008.
Além disso, foi Vencedora de um Grammy em 2007, na categoria Melhor Desempenho de Hard Rock e concorria com bandas consagradas como System of a Down, Tool e Nine Inch Nails.
As músicas "Dimension" e "Pyramid" foram incluídas no jogo eletrônico FlatOut 2.
O último single do álbum "Joker and the Thief" foi o segundo hit do álbum, atingindo a posição 8 dos singles mais vendidos, mais reproduzidos e pedidos nas rádios australianas, nomeado como o single mais vendido na Austrália do ano de 2007 na Aria Charts.A música antingiu a posição 61 na Inglaterra e a posição 25 no Mainstream Rock Tracks nos EUA."Joker and the Thief" entrou na trila sonora de Se Beber, Não Case, Shrek Terceiro e no filme Jackass 2.
A banda foi uma das mais bem sucedidas e premiadas dos anos de 2006 e 2007, ganhando além de um Grammy Awards, seis prêmios no Aria Charts, incluindo melhor banda australiana e melhor álbum de rock.
Em 2006, a revista Rolling Stone considerou os Wolfmother como uma das dez melhores bandas para assistir. Em abril do mesmo ano, a sua canção Love Train estrelava o comercial de televisão do Apple Inc. iPod. A banda apareceu no The Late Show with David Letterman em 9 de junho. Em julho apresentaram-se no famoso festival T In The Park na Escócia, ganhando um grande público britânico.A banda ainda de apresentou nos famosos festivais Big Day Out na Austrália, e Rock Am Ring, na Alemanha.A banda foi uma das mais prestigiadas bandas australianas da década, conseguindo sucesso mundial com o álbum Wolfmother.
Em agosto de 2008, foram anunciadas as saídas do baixista Chris Ross e do baterista Myles Heskett da banda devido a divergências irreconciliáveis. Andrew Stockdale prometeu aos fãs que os Wolfmother iriam regressar com uma nova formação e um novo álbum que sairia no verão de 2009.
Em fevereiro do mesmo ano, a banda se apresentou em Sydney duas vezes, sob o nome de "White Feather" com a nova formação e tocou várias músicas novas. Mais tarde foi disponibilizada no site oficial da banda uma música inédita, "Back Round", fruto das gravações do segundo álbum, Cosmic Egg.

## Cosmic Egg

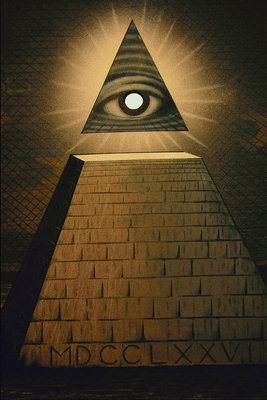
As capas dos álbuns tem grande influência Illumianti

No ano de 2009, entraram os integrantes Aidan Nemeth, na guitarra base, Ian Peres no baixo, teclado e voz de apoio e Dave Atkins na bateria. Depois de meses de gravação e produção, foi lançado o também aclamado segundo álbum do Wolfmother, Cosmic Egg, produzido por Alan Moulder, que trabalhou com bandas como  Foo Fighters,The Killers, Nine Inch Nails, A Perfect Circle, Smashing Pumpkins, Them Crooked Vultures e Placebo.
Como o seu antecessor, atingiu a posição 3 na Austrália, o álbum atingiu a posição 16 na Billboard 200 e ainda a posição 2 na Rock Albuns nos EUA.
O álbum atingiu as 20 primeiras posições nos tops de 9 países no mundo todo e um total de 25 aparições nos tops de todo o mundo.
O single "New Moon Rising", atingiu a posição 50 nos mais vendidos singles da Austrália e seu videoclipe passou bastante nas MTV's de todo o mundo e a música "Back Round" entrou no Guitar Hero 5. Assim como o primeiro, o álbum conseguiu boas criticas em revistas do mundo inteiro, conseguindo 4 de 5 estrelas na revista Rolling Stone.
No ano de 2010, o baterista Dave Atkins foi substituído pelo ex-baterista da banda The Mooney Suzuki, Will Rockwell-Scott.
No mesmo ano, a banda se apresentou nos festivais Download Festival, Hard Rock Calling e T in the Park.
Em 2011, a banda foi uma das principais bandas dos festivais Rock Am Ring e Big Day Out.
No ano de 2012, o baterista Will Rockwell-Scott está sendo substituído temporariamente por Hamish Rosser, baterista de outra bem-sucedida banda australiana dos anos 2000, The Vines e foi introduzido também o tecladista Elliott Hammond.

## Andrew Stockdale - Keep Moving
Em março de 2011, a banda anunciou em seu website oficial que estaria produzindo seu terceiro álbum de estúdio em seu próprio estúdio em casa. Em entrevista em 2011, Andrew Stockdale disse que estariam gravando cerca de 12 ou 13 músicas para seu novo álbum, que será lançado em 2012. Em fevereiro de 2012, foi revelado que Will Rockwell-Scott e Aidan Nemeth haviam deixado a banda, sendo substituídos por Hamish Rosser e Steele Vin, respectivamente, enquanto Elliott Hammond também se juntou ao grupo, como tecladista. A banda regravou o álbum com a nova formação e seu lançamento estava previsto para 2013. Em 31 de Dezembro de 2012, a banda realizou seu primeiro show na Austrália desde agosto daquele ano, no Eatons Hill Hotel, em Brisbane. No final de 2012, Stockdale quebrou um silêncio de longa data para revelar que o álbum estava destinado a se chamar Gatherings e tinha seu lançamento agendado para março de 2013, com oito músicas completas, das doze planejadas.
Em 6 de março de 2013, o vocalista Andrew Stockdale anunciou que iria lançar o novo álbum sob seu próprio nome, não o da banda. Ele descreveu o álbum como "uma viagem diferente agora", colocando o futuro do Wolfmother em dúvida. Mais tarde, ele confirmou em sua página do Facebook que o Wolfmother entrou em estado de hiatus (suspensão temporária das atividades, até se decidir qual será o destino da banda), confirmando que a formação atual continuaria em seu projeto solo.

## New Crown
Wolfmother confirmou o seu retorno em novembro de 2013, a formação decidida foi: Andrew Stockdale (Vocal e Guitarra); Ian Peres (Baixo/Teclados); e Vin Steele (Bateria). A banda voltou então a ser um Power-Trio. Em Dezembro do mesmo ano, a banda disponibilizou algumas demos do que seria um álbum futuro. Como nada foi confirmado, o possível álbum foi chamado pelos fãs de Wolfmother III.
O álbum finalmente foi lançado no dia 23 de Março de 2014, seu título é New Crown.

## Trilhas sonoras
- A música "Woman" aparece nos trailers dos filmes Se Beber, Não Case! Parte 2, Lanterna Verde, Guerra é Guerra, no seriado The O.C e nos trailers da segunda temporada do seriado Prison Break.
- "Woman" também aparece nos filmes Matadores de Vampiras Lésbicas, Treinando o Papai e em um episódio do seriado Chuck
- A música "Vagabond" aparece no filme (500) Days of Summer
- A música "Joker and the Thief" aparece nos filmes Se Beber, Não Case, Shrek Terceiro, Jackass 2 e Mandando Bala.
- A canção "Lovetrain" aparece no filme Se Beber, Não Case! Parte 2 e em um comercial da empresa Apple Inc..
- A canção "New Moon Rising" aparece no filme Due Date.

## Jogos eletrônicos
- A música Woman está nos jogos eletrônicos The Game Plan,[2] Major League Baseball 2K7,[3] MotorStorm,[4] Madden NFL 07,[5] Tony Hawk's Project 8[6] e Pure.[7]
- "Woman" também é uma música jogável nos jogos eletrônicos Guitar Hero 2 e Rock Band, além de estar no vídeo game Saints Row 2.
- A música "Joker and the Thief" aparece nos jogos Need for Speed: Carbon e MLB 07: The Show, além dos comerciais das empresas Mitsubishi e Peugeot.
- "Joker and the Thief" também está nos jogos de Karaoke Karaoke Revolution Presents American Idol Encore 2, Need For Speed: Carbon e Rock Revolution.
- A canção Back Round está no jogo Guitar Hero 5.
- As músicas "Dimension" e "Pyramid" fazem parte da trilha sonora do jogo eletrônico FlatOut 2.
- A música Apple Tree foi utilizada no trailer oficial de The Hangover Part III.
- O single Highway foi adicionado ao jogo Gran Turismo 6.

## Integrantes

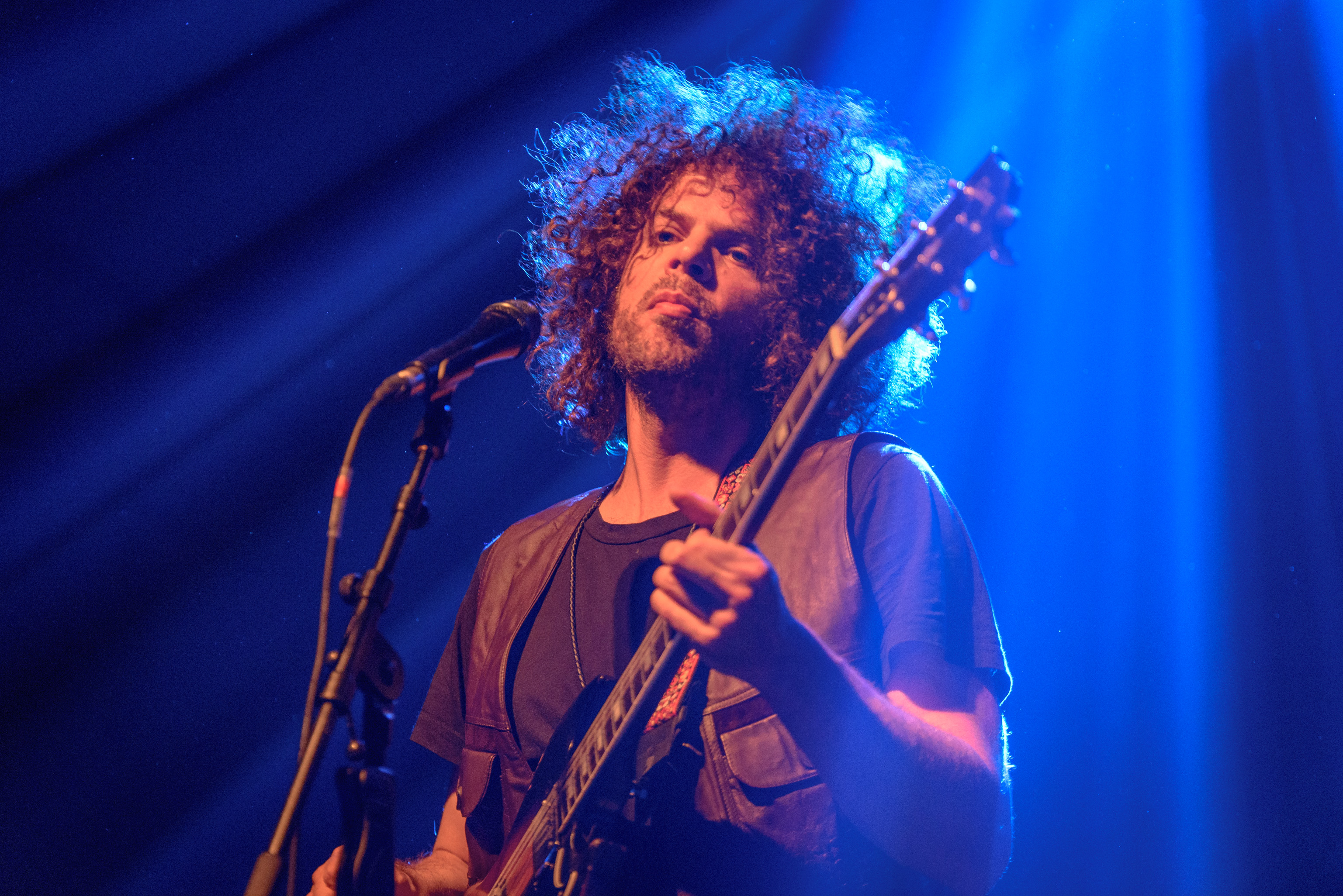
Andrew Stockdale
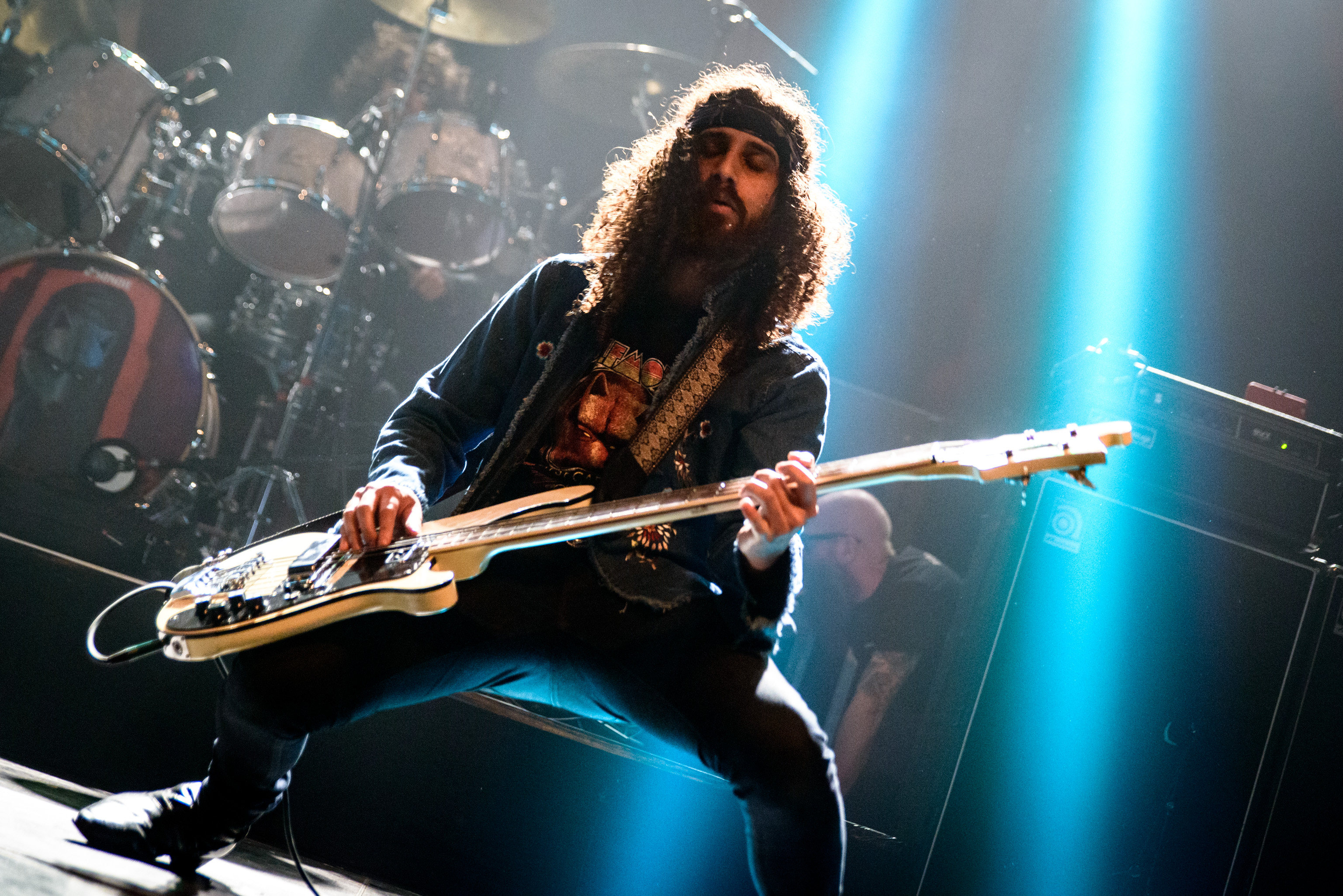
Ian Peres
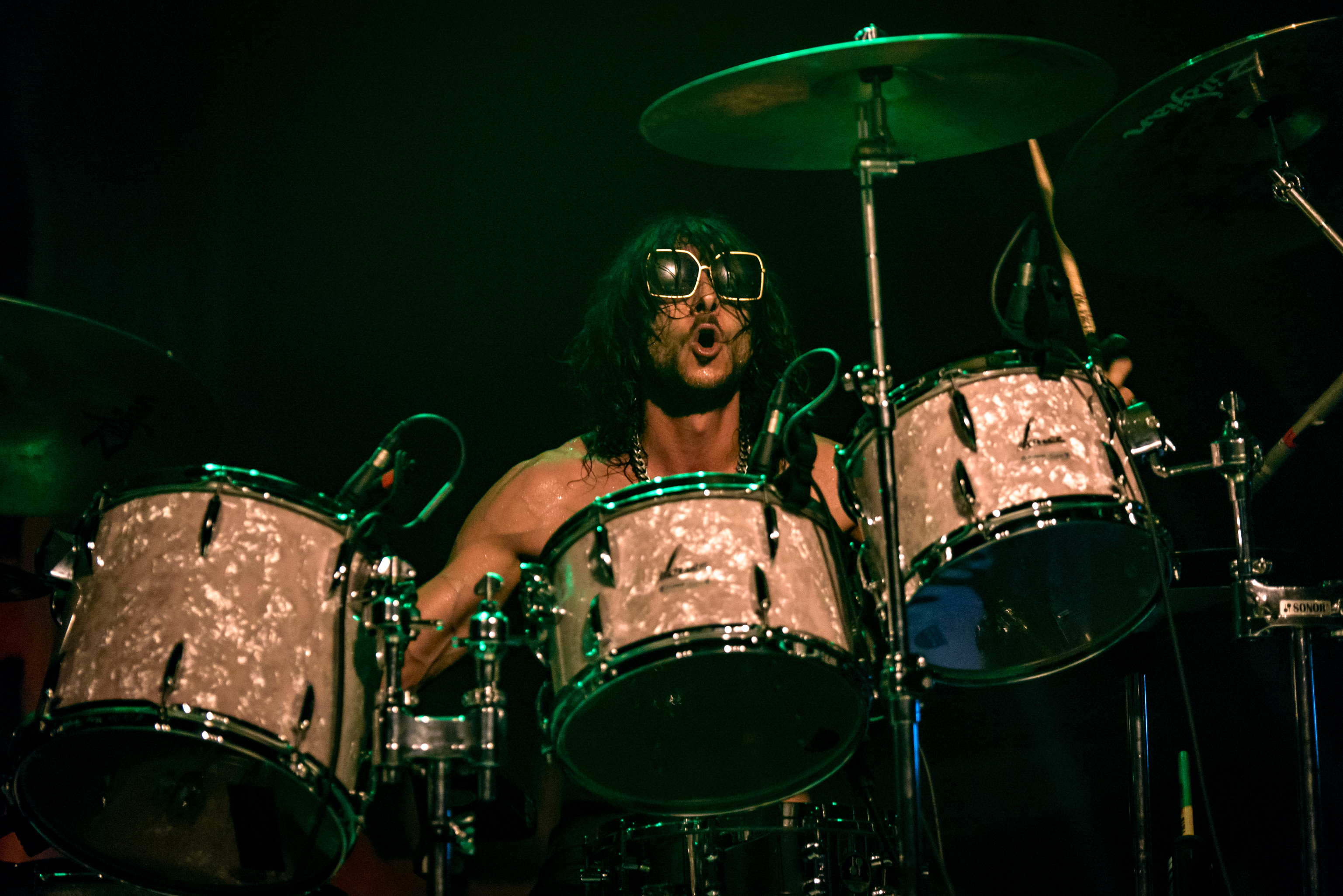
Alex Carapetis (Tour Drummer)
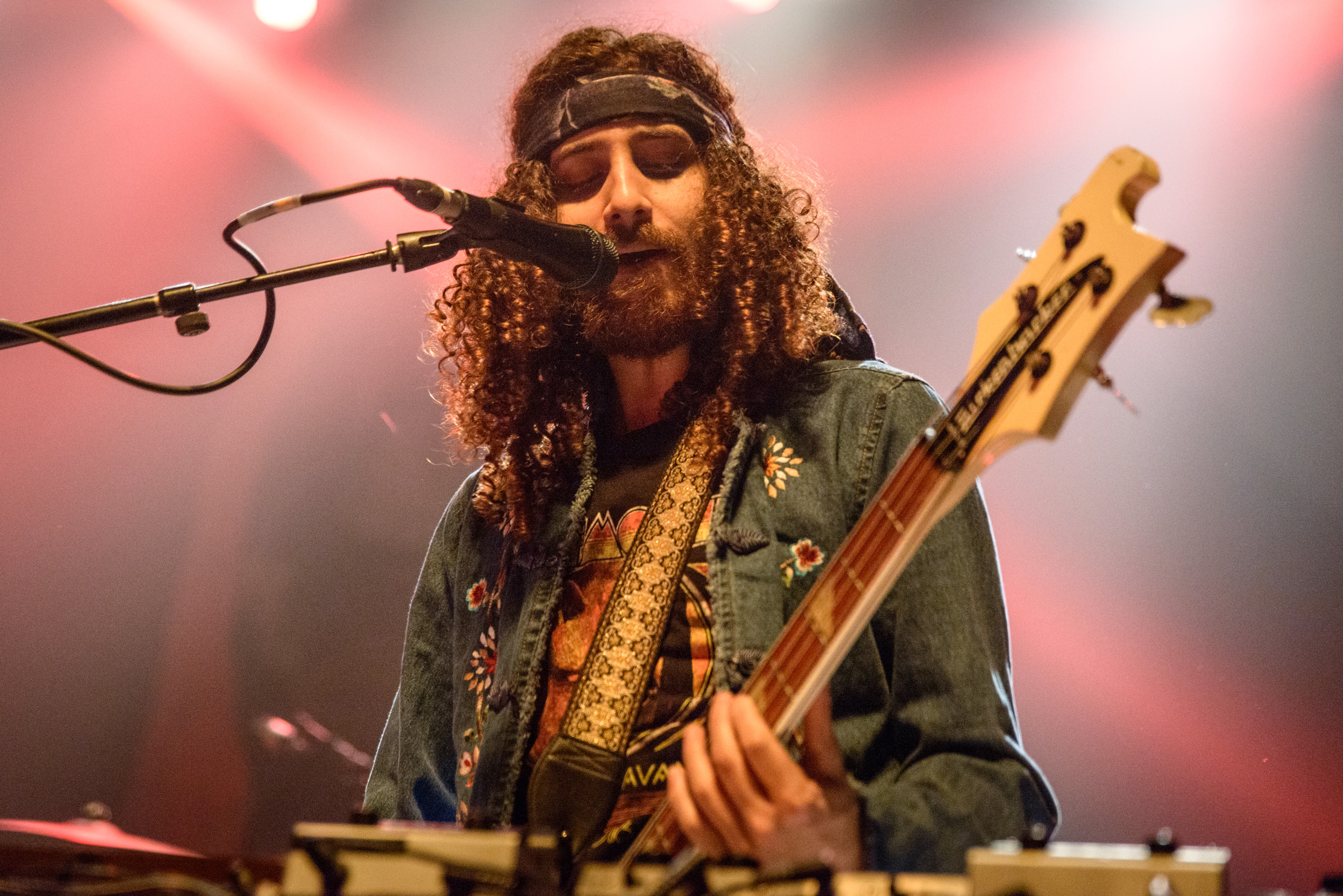
Ian Peres

- Andrew Stockdale - vocal e guitarra solo (desde 2000), guitarra base (de 2000 a 2009, 2012, de 2013 a 2018)
- Ian Peres - teclado e voz de apoio (desde 2009), baixo (de 2009 a 2018)
- Dave Atkins - guitarra base (desde 2018), bateria (de 2009 a 2010)
- Hamish Rosser - bateria (de 2012 a 2013, desde 2017)
- Jake Bennet - baixo (desde 2018)

## Ex-integrantes
- Chris Ross - baixo e teclado (de 2000 a 2008)
- Myles Heskett - bateria (de 2000 a 2008)
- Aidan Nemeth - guitarra base (de 2009 a 2012)
- Will Rockwell-Scott - bateria (de 2010 a 2012)
- Elliott Hammond - teclado, percussão, harmónica (de 2012 a 2013), bateria (2013)
- Vin Steele - guitarra base (de 2012 a 2013), bateria (de 2013 a 2015)
- Alex Carapetis - bateria (de 2015 a 2017)

## Discografia
Álbuns de estúdio
- Wolfmother (2005)
- Cosmic Egg (2009)
- New Crown (2014)
- Victorious (2016)

EPs
- Wolfmother EP (2004)
- Dimensions (2006)

Singles
- "Mind's Eye"
- "White Unicorn"
- "Dimension"
- "Woman"
- "Love Train"
- "Joker & the Thief"
- "Back Round"
- "New Moon Rising"
- "White Feather"
- "Far Away"

## Videografia

### Vídeos musicais
- 2005 - "Mind's Eye"
- 2006 - "Dimension"
- 2006 - "Woman"
- 2006 - "White Unicorn"
- 2006 - "Love Train"
- 2006 - "Joker & The Thief"
- 2009 - "New Moon Rising"
- 2009 - "Far Away"
- 2014 - "Heavy Weight"
- 2016 - "Victorious"

### DVDs
- 2007 - Please Experience Wolfmother Live

## Prêmios

### Premiações
- 2005 - J Award
- 2006 - Jack Awards, Melhor Baixista - Chris Ross do Wolfmother
- 2006 - ARIA Awards, Melhor Álbum Revelação - Wolfmother
- 2006 - ARIA Awards, Melhor Álbum de Rock - Wolfmother
- 2006 - ARIA Awards, Melhor Grupo
- 2007 - Grammy Awards, Melhor Desempenho de Hard Rock - "Woman"

### Indicações para premiações
- 2005 - ARIA Awards, Single do Ano por Woman
- 2005 - ARIA Awards, Melhor Artista Revelação, por Woman
- 2006 - MTV Australian Video Music Awards, Melhor Grupo
- 2006 - MTV Australian Video Music Awards, Melhor Vídeoclipe de Rock por Mind's Eye
- 2006 - Jack Awards, Melhor Apresentação Ao-Vivo
- 2006 - Jack Awards, Melhor Artista Masculino, Andrew Stockdale do Wolfmother
- 2006 - Jack Awards, Melhor Guitarrista, Andrew Stockdale do Wolfmother
- 2006 - Jack Awards, Melhor Baixista, Chris Ross do Wolfmother
- 2006 - Jack Awards, Melhor Baterista, Myles Heskett do Wolfmother
- 2006 - ARIA Awards, Álbum do Ano
- 2006 - ARIA Awards, Single do Ano - "Mind's Eye"
- 2007 - Brit Awards, Revelação Internacional